# Петропавловский район (Днепропетровская область)
Петропа́вловский райо́н (укр. Петропавлівський район) — упразднённая административная единица на северо-востоке Днепропетровской области Украины. Административный центр — посёлок городского типа Петропавловка.

## География
Площадь 1250 км².
Район граничит на севере с Близнюковским районом Харьковской области, на юге — с Васильковским районом, на западе — с Павлоградским районом, на востоке — с Межевским районом Днепропетровской области и Александровским районом Донецкой области.
На территории района протекают реки:
Самара,
Бык,
Лозовая,
Сухая Чаплина,
Сухой Бычок,
Чаплина.

## История
Район образован в 1923 году. 17 июля 2020 года в результате административно-территориальной реформы район вошёл в состав Синельниковского района.

## Население
Население района составляет 35 403 человека (данные 2005 г.), в том числе в городских условиях проживают 9 853, в сельских — 25 550 (по данным 2001 года).

## Административное устройство
Район включает в себя:
| - Поселковых советов: 1 - Сельских советов: 12 | - Посёлков городского типа: 2 - Посёлков: 2 - Сёл: 47 |

### Местные советы[6]
| - Петропавловский поселковый совет - Александропольский сельский совет - Брагиновский сельский совет - Васильковский сельский совет - Дмитровский сельский совет - Лозовский сельский совет - Николаевский сельский совет | - Петровский сельский совет - Осадченский сельский совет - Самарский сельский совет - Троицкий сельский совет - Украинский сельский совет - Хорошевский сельский совет |

### Населённые пункты[7]
| с. Александровка с. Александрополь с. Бажаны с. Богдано-Вербки с. Богиновка с. Василевка пос. Васильковское с. Васюковка с. Веремиевка с. Видродження с. Водяное с. Дмитровка с. Добринька | с. Запорожье пгт Зализничное с. Зелёный Гай (Брагиновский с/с) с. Зелёный Гай (Украинский с/с) с. Кардаши с. Катериновка с. Кохановка с. Кунинова с. Лозовое с. Луговое с. Малониколаевка с. Марьина Роща с. Марьянка | с. Николаевка с. Нововербское с. Новодмитровка с. Новопричепиловка с. Новосёловка с. Новохорошевское с. Озёрное с. Олефировка с. Осадчее с. Петровка пгт Петропавловка с. Раздоры с. Росишки | с. Русаково с. Самарское с. Сидоренко с. Солнцево с. Старый Колодец с. Толстое с. Троицкое пос. Украинское с. Успеновка с. Хорошее с. Чумаки с. Шевченко |

## Культура
- В центре поселка расположен действующий православный храм, названный в честь апостолов св. Петра и Павла.
- В местном доме творчества на первом этаже располагается исторический музей.
- На въезде в посёлок (со стороны Днепропетровска) установлен памятник Воину-освободителю, а в центральном парке находится Мемориал павшим воинам в ВОВ.
- Популярностью у местного населения пользуется пляж на р. Бык (именуемый — Пески), рукотворный ставок — «Коммунист», тур.база «Шахтер» на р. Самара.